# Castillo de Garcimuñoz
Castillo de Garcimuñoz település Spanyolországban, Cuenca tartományban.  Lakosainak száma 132 fő (2024).

## Népesség
A település népessége az utóbbi években az alábbiak szerint változott:
| Lakosok száma | 214  | 192  | 183  | 171  | 184  | 163  | 152  | 134  | 128  | 132  |
|               | 2001 | 2004 | 2006 | 2009 | 2011 | 2014 | 2016 | 2019 | 2021 | 2024 |